# ゲキバカ
ゲキバカ（旧劇団名：劇団コーヒー牛乳）は、日本の劇団。日本大学芸術学部に在籍していた阪本浩之と、阪本の大学の先輩である柿ノ木タケヲを中心に旗揚げ。主に、馬鹿馬鹿しくて、少々ブラックな笑いを主体にしたコメディー作品を上演。2009年をもって、"ゲキバカ"へと改名する。2024年3月10日、解散。

## 公演記録
1998年
- 第1回公演 ときめき通り前派出所

1999年
- 第2回公演 Long long ago
- プロデュース公演 蒲田行進曲2000

2000年
- 第3回公演 柔式しつけ教室

2001年
- 第4回公演 たられば
- 第5回公演 Twin room
- 第6回公演 ありがとう

2002年
- 第7回公演 おセンチ
- 第8回公演 よろず屋敷
- プロデュース公演 郵便やさん、ちょっと（ユニット"ジョージア"旗揚げ）
- 第9回公演 いただきます

2003年
- 第10回公演 創世爺（「たられば」の改訂版）
- 番外公演 ありがとう～パル多摩バージョン～（パルテノン多摩小劇場フェスティバル2003参加）
- 第11回公演 よろず君（萬スタジオBACK UPシリーズ2003選抜大会出場・審査員特別賞受賞）
- 第12回公演 球王-TAMA KING-

2004年
- プロデュース公演 コーヒーサンバ2（ワークショップ公演）
- 第13回公演 コーヒーと牛乳（「柔式しつけ教室」（再演）/「チェック」の2本立て）
- 第14回公演 大江戸ロンパールーム

2005年
- 第15回公演 ローヤの休日
- 第16回公演 ソドムの紅い月

2006年
- 第17回公演 マイト
- プロデュース公演 修羅場（脚本:地獄谷三番地（劇団上田）演出・西川康太郎）
- 第18回公演 ローヤの休日（再演）

2007年
- 第19回公演 0号
- 第20回公演 ごんべい

2008年
- 第21回公演 密八
- 第22回公演 0号（再演）

2009年
- ゲキバカ御披露目公演 おぼろ

2016年
- ごんべい（再演）

2017年
- 独狼 -DOKUROU-
- おぼろ

2018年
- Death of a Samurai／ドン・ペリニョン・デイ（二本立て公演）
- ごんべい（再再演）／ごんべい2

2020年
- ベンタロー戦記

2021年
- ローヤの休日 ゲキバカver.／女囚ver.

2022年
- ララ・バイ（公演中止）

2023年
- ララ・バイ
- 0号（再再演）

2024年
- 大千穐楽公演（ごんべい）[3]